# The Chats
The Chats és un grup de punk rock australià que es va formar l'any 2016 a Sunshine Coast. Són coneguts per les seves cançons sobre la cultura d'Austràlia, i es van donar a conèixer el 2017 a partir del videoclip de la cançó «Smoko».

## Història
Josh Price, Matt Boggis i Eamon Sandwith es van conèixer a la classe de música del St. Teresa's Catholic College de Noosaville, a l'estat de Queensland. Quan tenien 17 anys, el setembre de 2016, van formar The Chats, amb Price a la guitarra, Boggis a la bateria i Sandwith al baix i la veu. L'antic membre Tremayne McCarthy també va tocar el baix i la guitarra a la formació original. La banda pren el seu nom de la frase that's chat, que en argot australià s'utilitza per descriure alguna cosa bruta, repugnant o dolenta.
El seu primer EP homònim, gravat en una altra escola secundària local, es va publicar el 7 de novembre de 2016. L'emissora Triple J va descriure l'EP com «set temes alegres que combinaven el garage punk dels anys 1960 i el punk new wave dels anys 1970».
El seu segon EP, Get This in Ya!! va ser publicat el 31 de juliol de 2017. L'antic membre, Tremayne McCarthy, va tocar el baix a la cançó «Smoko» i va pronunciar la frase Is it Smoko?. El videoclip de la cançó «Smoko», rodat sense pressupost en una obra, va ser dirigit per Matisse Langbein, que també va fer la portada de l'EP, i va ser presentat el 3 d'octubre, convertint-se ràpidament en un èxit viral i cridant l'atenció dels músics de rock Dave Grohl, Josh Homme, Iggy Pop i Alex Turner.
The Chats va signar un acord global amb Universal Music Publishing Australia el 19 de març de 2019 i va fundar el seu propi segell, Bargain Bin Records. Durant el juliol, el grup va fer una gira pels Estats Units d'Amèrica. El 26 de juliol, van llançar el senzill «Identity Theft» que conté referències al videojoc Guitar Hero. A més, The Chats va realitzar una gira pel Regne Unit durant el desembre de 2019. A finals d'any, Sandwith va publicar a Instagram una cançó que criticava el primer ministre Scott Morrison per la seva apatia i desencert envers els incendis forestals d'Austràlia de 2019 i 2020, titulada «I Hope Scott's House Burns Down». La cançó va servir per a recaptar fons per a nombrosos grups de bombers voluntaris.
El 8 de novembre de 2020, la banda va llançar el senzill «AC/DC CD», un homenatge a la banda australiana AC/DC. El guitarrista Josh Price no va aparèixer al vídeo musical de la cançó, però sí Josh Hardy de la banda australiana The Unknowns. Al desembre, el grup va confirmar oficialment la marxa de Price i va anunciar Hardy com el seu substitut.
El 10 de setembre de 2021, The Chats va llançar una versió de «Holier Than Thou» de Metallica per a l'àlbum tribut benèfic The Metallica Blacklist. El maig de 2022, el grup va anunciar el seu segon àlbum d'estudi Get Fucked, publicat el 19 d'agost del mateix any.

## Discografia
- The Chats (EP, 2016)
- Get This in Ya!! (EP, 2017)
- High Risk Behaviour (2020)
- Get Fucked (2022)